# Exquisite (manzana)
Exquisite es una  variedad cultivar de manzano (Malus domestica). 
Un híbrido del cruce de Cellini x Cox's Orange Pippin. Criado en Bedford por "Laxton Bros. Ltd.", en 1902 y presentado por ellos en 1926. Recibió el Premio al Mérito de la Royal Horticultural Society (Sociedad Real de Horticultura) en 1926. Las frutas tienen una pulpa firme, crujiente y jugosa con un buen sabor aromático.

## Sinonimia
- "Laxton's Exquisite".

## Historia
'Exquisite' es una variedad de manzana, híbrido del cruce de Cellini x Cox's Orange Pippin. Desarrollado y criado a partir de 'Cellini' mediante una polinización por la variedad 'Cox's Orange Pippin', por "Laxton Bros. Ltd." Bedford, Inglaterra, (Reino Unido) a principios del siglo XX en 1908 y presentado por ellos en 1929. Recibió el Premio al Mérito de la Royal Horticultural Society (Sociedad Real de Horticultura) en 1932.
'Exquisite' se cultiva en la National Fruit Collection con el número de accesión: 1957-197 y Accession name: Exquisite.

## Características
'Exquisite' árbol de extensión erguida, de vigor moderadamente vigoroso, portador de espuela. Tiene un tiempo de floración que comienza a partir del 2 de mayo con el 10% de floración, para el 8 de mayo tiene una floración completa (80%), y para el 15 de mayo tiene un 90% caída de pétalos.
'Exquisite' tiene una talla de fruto medio a grande; forma tronco cónica, con una altura de 63.00mm, y con una anchura de 72.00mm; con nervaduras medianas; epidermis con color de fondo amarillo, con un sobre color rojo, importancia del sobre color alto, y patrón del sobre color rayas rojas más oscuras y rotas, "russeting" (pardeamiento áspero superficial que presentan algunas variedades) bajo; la piel tiende a ser lisa y se vuelve algo grasienta en la madurez; carne es de color crema, dulce y ligeramente aromático. Sabor anisado.
Su tiempo de recogida de cosecha se inicia a finales de agosto. Madura pronto pero debe ser usado poco después de recogida pues no se mantiene bien.

## Progenie
'Exquisite' es el Parental-Padre de la variedades cultivares de manzana:
- Laxton's Victory
- Laxton's Favourite

## Usos
Una buena manzana de uso de postre fresca en mesa.

## Ploidismo
Diploide, auto estéril. Grupo de polinización: C, Día 8.